# Sankt Georgen ob Murau
Sankt Georgen ob Murau är en ort i kommunen Sankt Georgen am Kreischberg i distriktet Murau i förbundslandet Steiermark i Österrike. Sankt Georgen ob Murau var tidigare en självständig kommun, men blev den 1 januari 2015 en del av kommunen Sankt Georgen am Kreischberg.
Kommunen bestod av fyra orter (Ortschaften) (inom parentes invånarantal 1 januari 2024):
- Bodendorf (176)
- Lutzmannsdorf (162)
- Sankt Georgen ob Murau (322)
- Sankt Lorenzen ob Murau (599)